# Lichenomima coloradensis
Lichenomima coloradensis är en insektsart som först beskrevs av Banks 1907.  Lichenomima coloradensis ingår i släktet Lichenomima och familjen Myopsocidae. Inga underarter finns listade i Catalogue of Life.